# Christian König
Christian König, född 4 mars 1678 i Stockholm, död 16 mars 1762 i Närtuna församling, var en svensk ämbetsman och författare.

## Biografi
König föddes 1678 i Stockholm som son till växelhandlaren Henrik König och hans hustru Helena Daurer. Han skrev in vid Uppsala universitet 21 oktober 1696. Efter avslutade studier tillbringade han flera år med resor i Holland, Frankrike, England och Italien och studerade där både handel och lagstiftning. Efter hemkomsten till Sverige utnämndes han 1712 till kommissarie i kommerskollegium och 1714 till sekreterare i kanslikollegium. År 1723 befordrades König till lagman i Västmanlands och Dalarnas lagsaga, och innehade den som sin lagsaga fram till 1747 (under perioden 1731–1735 var han dock lagman endast för Västmanland). Han avled på sin gård Lindberga i Närtuna socken.
König utgav 1745–1752 en översättning av Sveriges lag till latin: Codex legum suecicarum ex suetico sermone in latinum versus 1743; han utgav också Lärdomsövningar i tio delar.

### Familj
König gifte sig första gången 6 augusti 1716 i Stockholm med Anna Margaretas Weylandt (1696–1731), som var dotter till handelsmannen Jakob Vilhelm Weylandt och Sofia Augusta Witter i Stockholm samt änka efter handelsmannen Baltzar Muselius i Stockholm. König och Weylandt fick tillsammans barnen Anna Helena König (1717–1784), Hedvig Eleonora König (1718–1766) som var gift med lagmannen Carl Brenner, Maria Sofia König (1720–1793) som var gift med kaptenen Erik de la Chapelle, adjutanten Christian Vilhelm König (1721–1747), arkitekten Carl Henrik König (1726–1804), August Margareta König (1728–1782) som var gift med kyrkoherden Carl Nybom i Gillberga församling och skvadronspredikanten Johan Fredrik König (1729–1770) vid Livregementet till häst.
König gifte sig andra gången 10 oktober 1733 i Stockholm med Maria Amalia Wedderkopp (1693–1757), som var dotter till kyrkoherden Gabriel Wedderkopp i Kiel och Ursula Burchardi samt änka efter apotekaren Jakob Berendt i Stockholm och överstelöjtnanten Carl Magnus von Spången. I hennes äktenskap med Carl Magnus von Spången föddes sonen Gabriel von Spången. König och Wedderkopp fick tillsammans sonen Jakob König (1733–1737).